# Галерија науке и технике САНУ
| Галерија науке и технике САНУ |                                                     |
|                               |                                                     |
| Галерија науке и технике САНУ |                                                     |
| Врста:                        | Државна установа                                    |
| Основана:                     | 1969.                                               |
| Седиште:                      | Ђуре Јакшића 2 Београд Србија                       |
| Управник:                     | Академик Зоран Петровић                             |
| Шеф изложбеног салона:        | Бојана Божић Хреља, кустос                          |
| Структура:                    | - Галерија површине 100 m² - Читаоница - Библиотека |
| Веб презентација              | http://www.sanu.ac.rs                               |

Галерија науке и технике Српске академије наука и уметности једна је од организационих јединица у саставу Академије, која се поред излагања предмета из области науке и технике, који су у власништву Српске академије наука и уметности, бави и организовањем изложби из области науке и културе, издавањем публикација, организовањем предавања, концерата, промоцијама, стручним скуповима итд.

## Положај и смештај
Положај
Галерија науке и технике Српске академије наука и уметности налази се у старој четврти Београда у улици Ђуре Јакшића број 2 у Палати САНУ, која има статус споменика културе, и која својим изгледом и положајем доминира центром Београда и једном од најлепших престоничких улица.
Локација објекта у најпрометнијој пешачкој зони Београда, између више музеја, факултета, библиотека, галерија и страних културних центара, обезбеђује Галерији добру приступачност и сталну и велику посећеност.
Смештај
Галерија науке и технике и уметности смештена је у адаптираном делу Палете САНУ, изграђене 1924. године. Сам простор је вишенаменски како за изложбене, тако и за друге делатности.
Велики број научних дела који је од оснивања САНУ смештен у бројним просторијама, као саставни део њеног научног и културног блага, послужиће касније као основ за изложбене поставке научно-техничких збирки у простору Галерије, и библотекарске активности у њеној библиотеци и читаоници.
Галерија располаже изложбеним простором површине од око 100 m², како за потребе изложбене делатности, делимично или у целини, тако и за повремено излагање дела из научно-техничке збирке САНУ и одржавање концерата, предавања итд.

## Историја
Са Музејoм науке и технике у Београду 
Председништво САНУ прво је 1989. године основало Музеј науке и технике, на предлог Одељења природно-математичких наука, Одељења техничких наука и Одељења медицинских наука. Музеј науке и технике Председништво САНУ поверило је на старање Одељењу Института техничких наука.
Током 1997. године САНУ је успела да обезбеди простор за Галерију науке и технике и све до 2005. године Музеј науке и технике, у овом простору, организује изложбе и води прогам Галерије, под стручним руководствома академика Александар Деспића.
Након што је 2006. године добила званични назив Галерија науке и технике САНУ, она почиње самостално да организује програмску делатност на челу са директором, академиком Александром Маринчићем. Од те године програмске активности Галерије планирају се годину дана унапред, а о програму одлучује деветочлани Стручни Савет Галерије науке и технике САНУ, кога именује Председништво САНУ. Галерија остварује тесну сарадњу у виду организовања бројних изложбених и других програма и уступања дела простора библиотеци Музеја науке и технике.

## Задаци
Примарни задатак Галерије је промоција и популаризација науке и технике у Србији. У том циљу Галерија организује:
- Тематске изложбе из свих области науке и технике,
- Изложбе из историје науке и технике на простору Србије и Балкана,
- Пратеће активности (предавања, презентације, промоције књига, приказивање научних филмова, камерне концерте и др.).[1]

Своје задатке Галерија реализује гроз годишње Програме о којима одлучује Стручни Савет Галерије науке и технике САНУ, који броји девет чланова.

## Библиотека
У просторијама Галерије науке и технике САНУ смештена је и специјализована научно-техничка библиотека музејског типа, и читаоница Музеја науке и технике у Београду. „Она прибавља, чува, библиотечки обрађује и ставља на употребу читаоцима издања Музеја, значајнија и новија домаћа и страна дела и часописе из популарне науке и технологије, као и из историје науке, технике, индустрије и музеологије.
У периоду настајања Библиотеке Музеја сакупљена је одговарајућа научна и стручна литература. Највећи део постојећег фонда књига и часописа, чине:
- Преузети део библиотеке расформираног Југословенског центра за техничку и научну документацију,
- Поклони библиотека Института „Михајло Пупин”,
- Поклони Института материјала САНУ,
- Поклони Астрономско-нумеричког института САНУ,
- Поклони Друштва „Никола Тесла”,
- Мањи индивидуални поклони.

Рад библиотеке и пружања информација из разних области науке и технике и приступ књижном фонду је слободан.

## Радионице
Галерија науке и технике САНУ у оквиру изложби организује и дечје радионице с циљем стварања интересовања за науку код најмлађих посетилаца. Галерија активно учествује у демистификацији науке као строге формализације и обејктивизације сазнања, представивши науку као забавну, вишеструко примењиву и свима доступну. Кроз научне радионице Галерија има намеру да деци приближи различите научне и техничке области и да подстакне радозналост, креативност и критичко мишљење код најмлађе публике. Циљ научних радионица је да омогуће неконвенционалан и инспиративан приступ научним областима, као и да укажу на могућности и начине примене научних сазнања и технолошких достигнућа у свакодневном животу.

## Предавања
Галерија науке и технике САНУ, поред организовања изложби из свих области науке и технике, велику пажњу посвећује и организовању пратећих активности, као што су предавања, презентације, промоције књига, едукативне радионице и приказивање научних филмова.
Предавања у Галерији науке и технике представљају пропратни програм већини изложби и најчешће се одржавају у циклусу од неколико предавања.
Посебан циклус предавања у Галерији јесте Меморијални циклус предавања Академик Александар Деспић. Овај циклус предавања започео је 2005. године након смрти академика Александра Деспића, који је и основао Музеј науке и технике и Галерију науке и технике.
Меморијални циклус предавања Академик Александар Деспић одржава се једном или два пута годишње и обухвата шест или више предавања која чине заокружену тематску целину, а за која Стручни савет Галерије сматра да заслужују посебну пажњу.
У Галерији науке и технике САНУ организују се и предавања независно од излагачког програма, најчешће у виду дебата или округлих столова са актуелном темом.

## Сусрети са ствараоцима – Мастерклас
У Галерији науке и технике од 2015. године одржава се циклус предавања Сусрети са ствараоцима – Мастерклас. Српска академија наука и уметности покренула је овај циклус предавања са намером да се афирмишу и представе домети актуелних уметника и научника. Циклусом предавања Сусрети са ствараоцима – Мастерклас САНУ жели да упути јасну поруку, посебно млађој генерацији – да је упркос свим проблемима, у Србији могуће постићи креативне искораке чији значај превазилази локалне оквире. Други разлог је да помогне млађима да се определе за пут научне каријере, и да им, кроз директну комуникацију са истакнутим научницима, укаже на важност правовременог доношења одлука за успешан живот. Предавања Сусрети са ствараоцима – Мастерклас одвијају се у двомесечним интервалима у просторијама Галерије науке и технике САНУ. Предавачи су чланови САНУ, које предлажу надлежна одељења у Српској академија наука и уметности. Поред чланова САНУ, предавачи могу да буду и истакнути гости САНУ из других држава.

## Издања Галерије науке и технике САНУ
Издавачка делатност Галерије науке и технике обухвата серију каталога под називом Галерија науке и технике, која тематски прати изложбе реализоване у Галерији.
Сваки каталог одређен је стандардима које је усвојио стручни Савет Галерије науке и технике и обухвата текстове из свих области науке, као и текстове из области технике и технолошких достигнућа.  Аутори каталога су научници и стручњаци из области којима се изложба бави, најчешће аутори изложбе са сарадницима из институтција које су реализовале изложбу. Од 2006. године до сада, Галерија науке и технике објавила је 29 каталога из наведене серије.
Осим каталога који прати изложбу, Галерија науке и технике публикује и информативни, едукативни и пропагадни материјал изложбе, у виду стручних брошура намењених посетиоцима.

## Галерија
- Неке од изложбених поставки
- Великани српске медицине
- Лепота пећина источне Србије - милиони година тиховања и стварања” (2017)
- Великани српске медицине
- Великани српске медицине
- Великани српске медицине
- Великани српске медицине